# Olympische Sommerspiele 1968/Teilnehmer (Bolivien)
| Gelbes Symbol für Goldmedaillen mit stilisierten Olympischen Ringen | Graues Symbol für Silbermedaillen mit stilisierten Olympischen Ringen | Braundes Symbol für Bronzemedaillen mit stilisierten Olympischen Ringen |
| ------------------------------------------------------------------- | --------------------------------------------------------------------- | ----------------------------------------------------------------------- |
| —                                                                   | —                                                                     | —                                                                       |

Bolivien nahm an den Olympischen Sommerspielen 1968 in Mexiko-Stadt, Mexiko, mit einer Delegation von vier Sportlern (allesamt Männer) teil.

## Teilnehmer nach Sportarten

### Kanu
- Fernando Inchauste
Einer-Kajak, 1000 Meter: Vorläufe

### Reiten
- Roberto Nielsen-Reyes
Springreiten, Einzel: 34. Platz

### Schießen
- Carlos Asbun
Trap: 51. Platz

- Ricardo Roberts
Trap: 52. Platz